# Anton Žabkar
Anton Žabkar, slovenski kapitan, obramboslovec in pedagog, * 23. november 1935, Beograd, Jugoslavija.

## Življenjepis
Izhaja iz častniške družine; oče Hinko je bil polkovnik vojske Kraljevine Jugoslavije, po osvoboditvi Beograda pa predavatelj na Šoli za intendantske oficirje JA. Osnovno šolo je obiskoval v Beogradu, kjer je družina živela do leta 1946. Gimnazijo z veliko maturo je končal 1954 leta v Kranju. Od leta 1957 do 1991 je bil pomorski častnik Jugoslovanske vojne mornarice in dosegel čin kapitana bojne ladje. Bil je v JLA prvi in edini Slovenec, ki je postal doktor vojaških ved. Po napadu JLA na Slovenijo je sredi leta 1991 na lastno zahtevo izstopil iz JVM oz. JLA in se vrnil v Slovenijo. Delo je nadaljeval kot civilna oseba v Centru za strateške študije SV (CSŠ) in kot redni profesor obramboslovja na FDV. Bil je tudi svetovalec vlade RS in član Strateškega sveta Predsednika RS. Kot načelnik CSŠ je bil 1993 leta kot prvi Slovenec povišan v čin kapitana SV. Leta 1995 je bil redno upokojen. Živi v Ljubljani. Je poročen in oče dveh otrok.  

## Vojaška kariera
Pomorsko vojaško akademijo je končal v letih 1954–1957, stažiranje pa je opravil v mornariški pehoti. Kot nižji pomorski častnik je služboval na patruljnih ladjah in torpednih čolnih. Po opravljeni minersko-protiminski specializaciji je služboval kot poveljnik na minolovcih in dvonamenskih minopolagalsko-desantnih ladjah. Od 1965. leta do 1967. leta  je kot poročnik bojne ladje z odličnim uspehom končal Višjo vojaško-pomorsko akademijo, nakar je kot prvi v rangu postal predavatelj pomorske taktike in operatike na isti akademiji. Leta 1968 je bil predčasno povišan v kapitana korvete. Specializiral se je za uporabo matematičnih metod v reševanju operativno-taktičnih problemov vojne mornarice. Leta 1978 je kot kapetan fregate magistriral na Fakulteti za sociologijo, politične vede in novinarstvo (Ljubljana), s temo Evolucija globalne strategije ZDA, SZ in LR Kitajske (1945–1978). Leta 1983 je kot kapitan bojne ladje v Centru visokih vojaških šol v Beogradu doktoriral na področju vojaških ved, s temo Analiza učinkovitosti flote v prvi etapi protidesantne operacije. Istega leta je bil izbran za rednega profesorja Mornariške vojaške akademije. Leta 1986 je bil premeščen v Zagreb, kjer je služboval do 1991. leta v Ladjedelniškem inštitutu kot načelnik sektorja za predhodne raziskave in bil izbran za znanstvenega svetnika, obenem pa je bil tudi predstavnik JVM v Svetu za znanstvenoraziskovalno delo JLA.

## Znanstvenoraziskovalna in predavateljska kariera
O obsegu znanstvenoraziskovalnega dela priča izredno veliko število objavljenih člankov, razprav in monografij. Je aktiven član uredniških odborov Slovenskega vojaškega slovarja, (Ljubljana, 2002) in novega Večjezičnega vojaškega slovarja, podpredsednik Evroatlantskega sveta Slovenije, član predsedstva Slovenskega društva za mednarodne odnose, sodelavec Enciklopedije Slovenije, Inštituta za novejšo zgodovino v Ljubljani in Revije Obramba. V tujini je član uredniškega odbora hrvaške znanstvene revije Polemos v Zagrebu, sodelavec hrvaške Pomorske enciklopedije in Pomorskega leksikona (Leksikografski zavod Miroslav Krleža, Zagreb). Bil je sodelavec jugoslovanskega Vojaškega leksikona (Vojni leksikon, Beograd, 1981) in Vojaško-tehničnega inštituta v Beogradu. Je aktivni sodelavec številnih tujih znanstvenih in vojaško-strokovnih revij (Hrvatski vojnik, Zagreb; avstrijski Österreichische Militär Zeitschrift, Dunaj, italijanske Rivista Maritima, Rim; do 1991. leta tudi Vojno delo, Mornarički glasnik, Glasnik RV i PVO in Vojno-tehnički glasnik, vsi v Beogradu). Redno komentira aktualne vojne in oborožene spopade za Radio Free Europe (Radio Svobodna Evropa).
Po letu 1992 je bil predavatelj (redni profesor) obramboslovja na FDV v Ljubljani in poveljniško-štabnih tečajih SV. Po upokojitvi 1995. leta predava kot zunanji sodelavec FDV na dodiplomskem in podiplomskem študiju  predmete: Uvod v oborožitvene sisteme, Sodobni oborožitveni sistemi, Uvod v vojaške vede, Teorija operacij in Metodologija vojaških ved. Občasno  predava tudi na častniških štabnih tečajih Slovenske vojske in MORS.
Je mednarodno priznani analitik globalnih mednarodnih in vojaško-strateških problemov in razvoja sodobnih oboroženih sil. Obvlada več tujih jezikov, aktivno poleg hrvaščine in srbščine, angleški in ruski jezik, pasivno pa italijanski in francoski.

## Odlikovanja in priznanja
V bivši JVM je bil odlikovan z medaljo za vojaške zasluge, redom za vojaške zasluge s srebrnimi meči in redom JLA s srebrno zvezdo. Prejel je častno plaketo Zveze rezervnih vojaških starešin RS in zlato plaketo Poveljniško-štabne pomorske akademije, leta 1972 pa tudi prestižno nagrado 22. december za znanstvenoraziskovalno delo v JLA. Julija 2007 je prejel srebrno plaketo Poveljniško-štabne šole SV. Junija 2008 je prejel zlato medaljo Fridolin Kaučič za znanstvenoraziskovalne dosežke. Marca 2017 je prejel naziv zaslužnega člana Društva univerzitetnih profesorjev Ljubljana. 